# 济南跳伞塔
济南跳伞塔，位于山东省济南市历下区经十路19166号（济南市全民健身中心内）。是中华人民共和国山东省省级文物保护单位之一。
济南跳伞塔建于1957年12月，是当时为响应“国防体育运动”而建。塔高61.3米，距地面45米处有可供人站立的圆形塔台。除跳伞外，跳伞塔周围也常举行射击、无线电等项目的活动。
2013年，列入第四批山东省文物保护单位，该文物保护单位是一座近现代重要史迹及代表性建筑。